# مارتین شرمان
مارتین شرمان (انگلیسی: Martin Sherman؛ زادهٔ ۲۲ دسامبر ۱۹۳۸) یک فیلم‌نامه‌نویس اهل ایالات متحده آمریکا است.
وی همچنین برنده جوایزی همچون جایزه تونی شده است.